# Phoenicoprocta intermedia
Phoenicoprocta intermedia är en fjärilsart som beskrevs av Forster 1949. Phoenicoprocta intermedia ingår i släktet Phoenicoprocta och familjen björnspinnare. Inga underarter finns listade i Catalogue of Life.